# Лужний Олег Романович
Оле́г Рома́нович Лу́жний (нар. 5 серпня 1968, Львів) — український футбольний тренер, у минулому — футболіст, правий захисник, гравець збірної України з футболу.

## Біографія

#### Ранні роки
Вихованець ДЮСШ «Карпати» (тренери: Юрій Гданський і Юрій Дячук-Ставицький), потім навчався у Львівському училищі фізичної культури.
На початку кар'єри Лужний грав за «Торпедо» Луцьк (1985—1988) і СКА «Карпати» Львів (1988).

#### Динамо
1989 року став гравцем київського «Динамо», де грав на позиції правого захисника, вигравши чемпіонат і кубок СРСР 1990 року і чемпіонат України сім разів поспіль між 1993 і 1999 роками. Він був капітаном лігочемпіонівського складу «Динамо», який переміг «Барселону» 7:0 за сумою двох матчів у сезоні 1997—98 і здобув сумарну перемогу 3:1 над «Реалом» (Мадрид) на шляху до півфіналу в сезоні 1998—99.

#### Арсенал

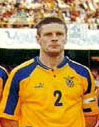
У формі збірної України (1999)

Влітку 1999 року захисник підписав контракт з одним із провідних клубів Англії, лондонським «Арсеналом», вразивши тренера Арсена Венгера грою за «Динамо» у переможних матчах проти лондонців у Лізі чемпіонів з загальним рахунком 4-2. Передбачалося, що Олег стане заміною Лі Діксону, проте він не зміг повністю витіснити колишнього гравця збірної Англії. Хоча Лужний нерегулярно потрапляв до стартового складу (молодий іспано-камерунець Лорен був придбаний наступного року як довгострокова заміна Діксону), він зіграв 110 матчів протягом чотирьох років у клубі, найчастіше на правому фланзі захисту, а також в центрі і на лівому фланзі, і навіть одного разу виводив команду на поле у ролі капітана у грі на кубок Ліги. В сезоні 2001-02 він виграв «дубль» (Прем'єр-Лігу і кубок Англії) у складі «Арсенала». Останнім матчем Олега за «Арсенал» став переможний фінал кубка Англії проти «Саутгемптона» у 2003 році — одна з його найкращих ігор за клуб.

#### Завершення кар'єри
Влітку 2003 року Лужний підписав контракт з «Вулвергемптоном», який щойно заробив право грати у Прем'єр-Лізі, і провів там один сезон, зігравши лише 10 матчів. Він залишив «вовків» улітку 2004 року. 2005 року протягом недовгого часу був граючим тренером латвійського клубу «Вента» (Кулдіга), але покинув його після того, як у клубу почалися фінансові проблеми, і завершив кар'єру футболіста.

#### Збірна
У 20-річному віці Лужний дебютував у збірній СРСР, за яку зіграв 8 разів у 1989-90 роках, але пропустив Чемпіонат світу 1990 через травму. Після здобуття незалежності Лужний виступав за збірну України, зігравши за неї 52 матчі, хоча так і не потрапив у фінальну частину великих змагань — Україна тричі вибувала на стадії плей-оф.
Лужний був капітаном збірної України 39 разів, що є рекордом. У грудні 2000 року тижневик «Український футбол» включив його до символічної збірної України XX сторіччя за результатами загальнонаціонального опитування. За кількістю голосів Лужний поступився лише Олегові Блохіну, Андрію Шевченку і Анатолію Дем'яненку.

### Тренерська кар'єра

#### «Динамо»

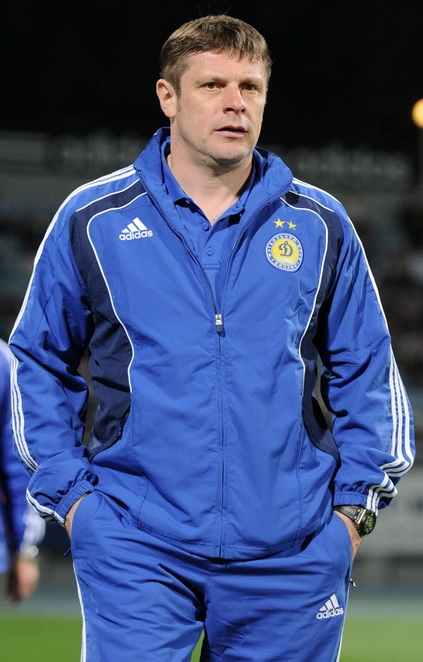
Олег Лужний під час роботи у тренерському штабі «Динамо». 16 вересня 2010 року

У травні 2006 року Лужний став помічником тренера київського «Динамо». З листопада до грудня 2007 року, після того, як Йожеф Сабо за станом здоров'я залишив свій пост, виконував обов'язки головного тренера «Динамо». За два місяці тренер здобув важливу перемогу в Чемпіонаті України над донецьким «Шахтарем», скоротивши відставання від донеччан. Проте якщо в Україні Олег зумів трохи підкоригувати ситуацію, то в Європі він не перервав катастрофічну серію поразок Ліги Чемпіонів, яка закінчилась важкою поразкою від лісабонського «Спортінга».
|  | ...з футболістами такого класу ми не можемо грати вище за рівень чемпіонату України. У них немає нічого – ні характеру, ні духу, ні футбольної злості... |

Після призначення головним тренером Юрія Сьоміна у січні 2008 року, Лужний знов став помічником головного тренера.
1 жовтня 2010 року вдруге став виконувачем обов'язків головного тренера «Динамо» після того, як Валерій Газзаєв подав у відставку. Команда Газзаєва погано почала сезон — вже в кінці літа «Динамо» вдруге за останні 14 років не пройшло до групового етапу Ліги Чемпіонів, а в груповому турнірі Ліги Європи кияни після двох турів опинились на останньому місці в групі. Своє завдання Лужний виконав — Динамо пробилось до весняної частини Ліги Європи, вигравши в групі 3 матчі з 4 та жодного разу не програвши (різниця м'ячів 8-2). А після матчу з «Шерифом» ультрас «Динамо» вивісили транспарант, в якому бажали залишити Олега повноцінним головним тренером. Проте після повернення Сьоміна, Лужний знову увійшов до тренерського штабу команди.
2 червня 2017 року головним тренером київського «Динамо» став Олександр Хацкевич. Білоруський фахівець включив Олега Романовича в список своїх асистентів.

#### «Таврія»
6 червня 2012 року Олег Лужний підписав контракт з Сімферопольською «Таврією» на три роки, у якій став головним тренером. Це стало першою повноцінною роботою Лужного на посаді головного тренера. 19 травня 2013 року «Таврія» в напруженому матчі переграла київське «Динамо» з рахунком 3:2, тим самим позбавивши киян права на участь у кваліфікації Ліги Чемпіонів 2013—2014 років, але в підсумку посіла найгірше за останні 10 років місце в прем'єр-лізі — 11 і керівництво клубу 15 липня 2013 року достроково розірвало контракт з Лужним.
У березні 2015 року Олега Лужного обрали до Виконавчого комітету Федерації футболу України, як представника Рівненської федерації футболу.

#### «Карпати»
16 січня 2016 року з перевірених джерел стало відомо про те, що Олег Лужний очолить «Карпати» (Львів). Офіційно «Карпати» оголосили про це 22 січня.

## Титули та досягнення

### У складіДинамо (Київ)
- Чемпіонат СРСР
  - Переможець: 1990
- Кубок СРСР
  - Переможець: 1990
- Чемпіонат України
  - Переможець: 1992-93, 1993-94, 1994-95, 1995-96, 1996-97, 1997-98, 1998-99
  - Друге місце: 1992
- Кубок України
  - Переможець: 1992-93, 1995-96, 1997-98, 1998-99

### У складі«Арсеналу» (Лондон)
- Англійська Прем'єр-Ліга
  - Переможець: 2001-02
  - Друге місце: 1999-00, 2000-01, 2002-03
- Кубок Англії
  - Переможець: 2001-02, 2002-03
  - Фіналіст: 2000-01
- Суперкубок Англії
  - Переможець: 1999, 2002
- Кубок УЄФА
  - Фіналіст: 1999-2000

### У складі молодіжної збірної СРСР
- Молодіжний чемпіонат Європи
  - Переможець: 1990

### Особисті досягнення
- Найкращий новачок чемпіонату СРСР з футболу: 1989
- Найбільше матчів за збірну України у ранзі капітана
- Символічна збірна України XX сторіччя (опитування тижневика «Український футбол»): 2000

## Статистика виступів

### Клубна
| Клуб                             | Сезон             | Ліга | Ліга | Кубок | Кубок | Єврокубки | Єврокубки | Інші | Інші | Загалом | Загалом |
| Клуб                             | Сезон             | Ігри | Голи | Ігри  | Голи  | Ігри      | Голи      | Ігри | Голи | Ігри    | Голи    |
| -------------------------------- | ----------------- | ---- | ---- | ----- | ----- | --------- | --------- | ---- | ---- | ------- | ------- |
| Торпедо (Луцьк)                  | 1985              | 13   | 0    | -     | -     | -         | -         | -    | -    | 13      | 0       |
| Торпедо (Луцьк)                  | 1986              | 34   | 0    | -     | -     | -         | -         | -    | -    | 34      | 0       |
| Торпедо (Луцьк)                  | 1987              | 30   | 0    | ?     | ?     | -         | -         | -    | -    | ?       | ?       |
| Торпедо (Луцьк)                  | 1988              | 11   | 1    | -     | -     | -         | -         | -    | -    | 11      | 1       |
| Торпедо (Луцьк)                  | Всього            | 88   | 1    | ?     | ?     | -         | -         | -    | -    | ?       | ?       |
| СКА Карпати                      | 1988              | 29   | 0    | -     | -     | -         | -         | -    | -    | 29      | 0       |
| СКА Карпати                      | Всього            | 29   | 0    | -     | -     | -         | -         | -    | -    | 29      | 0       |
| Динамо                           | 1988              | -    | -    | 2     | 0     | -         | -         | -    | -    | 2       | 0       |
| Динамо                           | 1989              | 27   | 0    | 5     | 0     | 5         | 0         | -    | -    | 37      | 0       |
| Динамо                           | 1990              | 12   | 0    | 2     | 0     | 2         | 0         | -    | -    | 16      | 0       |
| Динамо                           | 1991              | 28   | 0    | 2     | 0     | 9         | 0         | -    | -    | 39      | 0       |
| Динамо                           | 1992              | 13   | 2    | 3     | 0     | -         | -         | -    | -    | 16      | 2       |
| Динамо                           | 1992-93           | 26   | 3    | 7     | 1     | 3         | 0         | -    | -    | 36      | 4       |
| Динамо                           | 1993-94           | 34   | 1    | 4     | 0     | 2         | 0         | -    | -    | 40      | 1       |
| Динамо                           | 1994-95           | 24   | 4    | 5     | 0     | 6         | 0         | -    | -    | 35      | 4       |
| Динамо                           | 1995-96           | 24   | 1    | 5     | 0     | 1         | 0         | -    | -    | 30      | 1       |
| Динамо                           | 1996-97           | 28   | 2    | 1     | 0     | 2         | 0         | -    | -    | 31      | 2       |
| Динамо                           | 1997-98           | 16   | 0    | 4     | 0     | 9         | 0         | -    | -    | 29      | 0       |
| Динамо                           | 1998-99           | 21   | 0    | 3     | 0     | 13        | 0         | -    | -    | 37      | 0       |
| Динамо                           | Всього            | 253  | 13   | 43    | 1     | 52        | 0         | —    | —    | 348     | 14      |
| Арсенал                          | 1999-00           | 21   | 0    | 1     | 0     | 6         | 0         | 3    | 0    | 31      | 0       |
| Арсенал                          | 2000-01           | 19   | 0    | 2     | 0     | 8         | 0         | -    | -    | 29      | 0       |
| Арсенал                          | 2001-02           | 18   | 0    | 4     | 0     | 3         | 0         | 1    | 0    | 26      | 0       |
| Арсенал                          | 2002-03           | 17   | 0    | 2     | 0     | 4         | 0         | 1    | 0    | 24      | 0       |
| Арсенал                          | Всього            | 75   | 0    | 9     | 0     | 21        | 0         | 5    | 0    | 110     | 0       |
| Вулвергемптон                    | 2003-04           | 6    | 0    | 2     | 0     | -         | -         | 2    | 0    | 10      | 0       |
| Вулвергемптон                    | Всього            | 6    | 0    | 2     | 0     | 0         | 0         | 2    | 0    | 10      | 0       |
| Вента (Кулдіга) (граючий тренер) | 2005              | 9    | 0    | -     | -     | -         | -         | -    | -    | 9       | 0       |
| Вента (Кулдіга) (граючий тренер) | Всього            | 9    | 0    | 0     | 0     | 0         | 0         | —    | —    | 9       | 0       |
| Всього за кар'єру                | Всього за кар'єру | 460  | 14   | ?     | ?     | 79        | 0         | 7    | 0    | ?       | ?       |

- Інші — Національний Суперкубок та Кубок Ліги

- Статистика в Кубках СРСР та єврокубках подана за схемою «осінь-весна» та зарахована в рік початку турніру

### Кар'єра у складі збірної
| Національна збірна | Сезон             | Ігри | Голи |
| ------------------ | ----------------- | ---- | ---- |
| СРСР               | 1989              | 5    | 0    |
| СРСР               | 1990              | 3    | 0    |
| СРСР               | Всього            | 8    | 0    |
| Україна            | 1992              | 1    | 0    |
| Україна            | 1993              | -    | -    |
| Україна            | 1994              | 5    | 0    |
| Україна            | 1995              | 6    | 0    |
| Україна            | 1996              | 4    | 0    |
| Україна            | 1997              | 6    | 0    |
| Україна            | 1998              | 3    | 0    |
| Україна            | 1999              | 8    | 0    |
| Україна            | 2000              | 5    | 0    |
| Україна            | 2001              | 8    | 0    |
| Україна            | 2002              | 3    | 0    |
| Україна            | 2003              | 3    | 0    |
| Україна            | Всього            | 52   | 0    |
| Всього за кар'єру  | Всього за кар'єру | 60   | 0    |

## Особисте життя
Одружений — дружина Юлія.